# Дальнобойность
Дальнобо́йность (устаревшее Далекобо́йность) — одно из основных свойств стрелкового оружия, совокупность его свойств, связанных с дальностью стрельбы.
Ранее в военном деле России употреблялись словосочетания как Дальнобойность ударного огня (граната, фугасный, бронебойный снаряды), и Дальнобойность  дистанционного огня (шрапнель, бризантная граната), а дальнобойность нескольких образцов оружия сравнивали или по дальностям при равных углах возвышения, или по окончательным скоростям при равных дальностях.

## История
Начиная с массового внедрения в армиях нарезного оружия в середине XIX века, в течение определённого времени все показатели дальнобойности военного оружия непрерывно возрастали. Наиболее важными шагами на этому пути стали: переход в 1860-х — 1870-х годах на малые калибры, — сначала порядка 10 — 12 миллиметров, а затем и порядка 6,5 — 8 миллиметров, что позволило существенно увеличить настильность траектории пули и снизить рассеивание; появление в середине 1880-х годов бездымного пороха, значительно повысившего все показатели дальности стрелкового оружия; переход на облегчённые «наступательные» пули с острыми носками в начале XX века, что несколько улучшило настильность траектории. Эти меры, в сочетании с улучшением качества выделки стволов и кучности боя, позволили увеличить прицельную дальность стрельбы из нарезного оружия с 400 — 600 метров у стреляющих дымным порохом штуцеров середины XIX века до нескольких километров у магазинных винтовок рубежа веков. Причём такой потенциал оружия не мог быть полноценно реализован в те годы, так как отдельные живые цели на таком расстоянии невооружённым глазом уже не видны.
В конце XIX — начале XX века имело место массовое «увлечение» военных стрельбой на дальние расстояния (1-2 км), в основном произошедшее в результате нескольких достаточно спорных эпизодов Франко-прусской (1870-71) и Русско-турецкой (1877-78) войн. В этот период на вооружение принимались винтовки, имеющие прицельные приспособления, размеченные для стрельбы на расстояния порядка нескольких километров. Например, русская винтовка образца 1891 года имела прицел, размеченный до 3 200 шагов (2 276 метров), а английские Ли-Метфорд и Ли-Энфилд — основной прицел до 1 600 ярдов (1 463 метров) и дополнительный боковой до 2 800 ярдов (2 560 метров). Разумеется, стрельба по одиночной цели на такой дальности была уже невозможна, так как такая задача, как уже указывалось выше, значительно превосходит возможности человеческого зрения, — однако эти установки прицела использовались при стрельбе навесом по групповой цели, осуществляемой залпами («плутонговая стрельба»). Стрелков учили брать при стрельбе поправку на ветер и вести огонь по невидимой цели, расположенной за укрытием или складкой рельефа местности. Стрельба из ручного оружия на дистанции порядка 1 000 метров считалась, до широкого распространения пулемётов, нормальной и вполне распространённой практикой при обучении личного состава стрелковых подразделений. При этом, на практике, эффективность такого огня уже в то время была достаточно спорной, так как при большом расходе патронов наносимый противнику ружейным обстрелом урон с дистанции более километра часто оказывался едва ли не символическим.
Распространение автоматического оружия в начале XX века значительно сократило такую практику, вытесненную намного более эффективным ведением огня из станкового пулемёта, однако вследствие инерции мышления представления военных теоретиков о дальности применения ручного стрелкового оружия в будущих войнах всё же оставались существенно завышенными.
Ситуация резко изменилась в годы Второй мировой войны. В ходе боевых действий быстро выяснилось, что в условиях высокой насыщенности войск артиллерией, минометами, бронетехникой и гранатомётами реальная дальность ведения огня из стрелкового оружия уже не превышает 300 метров, а основные боевые действия с использованием лёгкого стрелкового оружия вообще развёртываются в пределах 100 — 200 метров. На таком расстоянии победу одерживала не та сторона, которая была вооружена более точным и дальнобойным оружием и имела лучшую стрелковую подготовку, а та, которая обеспечивала наибольшую плотность огня в ближнем бою. Цели же, удалённые далее 300 метров, оказалось рациональнее поражать при помощи более тяжёлых видов оружия, так что ведение по ним огня из стрелкового (за исключением снайперского) оружия и даже пулемётов, стало считаться не действенным.
Это вызвало пересмотр требований к показателям дальности стрельбы из стрелкового оружия. Наиболее важным следствием этого пересмотра стало введение на вооружение сначала в нацистской Германии, а затем — в Союзе ССР оружия, использовавшего для ведения огня уменьшенные, промежуточные по мощности между пистолетными и винтовочными, патроны, и по сравнению с магазинными винтовками имевшего сниженную прицельную дальность ведения огня при практически той же действительной дальности и существенно большей скорострельности. Идея таких патронов прорабатывалась в разных странах ещё со времён Первой мировой, однако из-за завышенных требований к дальнобойности стрелкового оружия в межвоенный период тогда они распространения не получили. Не получали вплоть до Второй мировой войны достаточно массового распространения в армиях и пистолеты-пулемёты, которые, имея дальность действительного огня порядка 100 — 200 метров, рассматривались лишь как вспомогательное огневое средство для боя на ближней дистанции, так как считалось, что бой с использованием стрелкового оружия в полную силу развернётся уже на 400 метрах, — соответственно, опасались, что вооружённые пистолетами-пулемётами стрелки окажутся исключены из его ведения, ослабляя огневое могущество пехотного подразделения. Практика войны разрушила эти иллюзии, и во многих странах, — в первую очередь — СССР, Германии, Великобритании, — пистолет-пулемёт стал в военный период одним из основных видов лёгкого стрелкового оружия.
После войны в СССР и союзных ему государствах концепция оружия под «промежуточные» патроны получила бурное дальнейшее развитие, приведя к появлению «классического» его образца — автомата Калашникова. Винтовочные патроны теперь использовались лишь в пулемётах, приданных подразделениям уровня не ниже роты, и снайперских винтовках, которые в Советской Армии служили для увеличения дальности ведения действительного огня стрелкого отделения в целом до 600 — 700 метров, против 350 — 400 метров у автоматов.
На Западе, однако, ещё долгое время сохранялось предпочтение в пользу точного и дальнобойного оружия, что было прямым следствием того, что в системе вооружения образованного в те годы блока НАТО ведущую роль играли американские образцы. Поэтому после войны на вооружение стран НАТО был принят несколько облегчённый, но соответствующий по всем основным характеристикам винтовочным боеприпасам патрон Т65 калибра 7,62×51 мм, оружие под который в целом соответствовало довоенным самозарядным и автоматическим винтовкам и было рассчитано главным образом на меткую стрельбу одиночными выстрелами на сравнительно большую дальность.
Лишь после анализа Пентагоном статистики боевых потерь в корейской войне стало ясно, что большинство ранений от стрелкового оружия было получено на расстоянии менее 100 метров от стрелков. Для стрельбы на такую дистанцию по незащищённой живой цели мощность винтовочного патрона была явно излишней, что привело к переходу армии США, а затем и остальных стран блока НАТО, на оружие под «промежуточный» патрон, начавшемуся в середине 1960-х и окончательно завершившемуся лишь в 1980-х годах.
В последние десятилетия, однако, вновь наметилась тенденция к увеличению дистанции пехотного боя с использованием стрелкового оружия. Например, боевой опыт Иракской кампании 2000-х годов показал, что дальности действительной стрельбы из оружия, использующего «промежуточные» патроны нормального калибра, вроде АК и АКМ, уже не достаточно для решения многих боевых задач. Кроме того, с массовым распространением в армиях индивидуальной бронезащиты к задаче простого попадания в цель добавилась задача пробивания её нательной брони, что вызвало к жизни «промежуточные» патроны повышенной мощности, такие, как, как 6,8×43 мм Remington SPC или 6,5×38 мм Grendel, оружие под которые имеет повышенную дальность действительного огня по защищённой бронёй цели. В значительной степени способствует повышению дальности действительного огня также насыщение войск современными прицельными приспособлениями, такими, как коллиматорные прицелы и, в особенности, лёгкие оптические прицелы: не улучшая свойств самого оружия, они делают огонь из него более действительным за счёт удобства и быстроты прицеливания.

## Показатели дальнобойности
Дальнобойность стрелкового оружия характеризуется рядом показателей, таких, как:
- Предельная дальность полёта пули;
- Дальность действительного огня;
- Прицельная дальность;
- Дальность прямого выстрела.

### Предельная дальность полёта пули
Предельная дальность полёта пули (снаряда) характеризует предельные возможности применения вида, типа и модели оружия. В наибольшей степени важна для артиллерийских систем, за вычетом противотанковых и зенитных, — для стрелкового же оружия является второстепенной характеристикой, так как на практике стрельба из него на такую дальность не осуществляется.

### Дальность действительного огня
Дальность действительного огня, это дальность, на которой ещё сохраняются достаточно высокая вероятность поражения цели и эффективное действие пули (снаряда) по данному типу целей для решения поставленной боевой задачи. Соответственно, для стрелкового оружия различают дальность действительного огня по одиночной цели, по групповой цели, по штурмующему самолёту, по бронетехнике и так далее.
Для стрелкового оружия, как правило, не превосходит трети предельной дальности полёта пули.
Данная величина является в большой степени условной, так как зависит не только от технических характеристик самого оружия, но и от тактических особенностей его применения.
Например, в первой половине XX века для станковых пулемётов действительным считался огонь на дистанции вплоть до нескольких километров. В германском войсковом наставлении по пулемётному делу 1920-х годов указывалось, что огонь из пулемёта MG08 («Максим») действителен до 1 600 м по одиночным целям, а по групповой цели тяжёлыми пулями s.S (schweres Spitzgeschoss, «тяжёлая остроконечная») — до 3 500 м.
Впоследствии на основе боевого опыта Второй мировой войны дальность действительного огня из пулемётов, как и других видов стрелкового оружия, была подвергнута пересмотру, сократившись примерно вдвое; это произошло не ввиду изменения свойств и качеств самого стрелкового оружия, а благодаря насыщению войск артиллерией и в особенности миномётами, которые сделали ведение огня из стрелкового оружия на большие дальности сравнительно неэффективным и нерациональным, — соответственно была пересмотрена и дальность действительного огня из его образцов, хотя характеристики самого оружия при этом остались неизменными.
Дальность действительного огня ограничена возможностями человеческого зрения. У оружия с открытым прицелом она обычно не превышает 400 метров по одиночной живой цели. Для ведения действительного огня на бо́льшие дальности используются оптические прицелы различной конструкции.

### Прицельная дальность
Прицельная дальность это дальность, соответствующая наибольшему делению прицела оружия. Как правило, несколько превышает дальность действительного огня.
Прицельная дальность является исключительно условной, субъективной характеристикой. Например, ППШ раннего выпуска, как и большинство довоенных пистолетов-пулемётов, имел секторный прицел, размеченный до 500 метров, однако впоследствии производилась упрощённая версия с прицелом до 200 метров, — при этом характеристики самого оружия де-факто остались прежними, но новый прицел был намного проще в изготовлении и вполне соответствовал реальному боевому применению этого оружия.

### Дальность прямого выстрела
Дальность прямого выстрела это дальность, на которой высота траектории равна высоте данной цели (например, стоящего пехотинца). Характеризует настильность траектории. Чем выше настильность траектории, тем меньшие поправки по высоте приходится брать стрелку при прицеливании. В пределах дальности прямого выстрела стрельба может осуществляться без перестановки прицела, для чего на нём часто имеется специальное деление, соответствующее прямому выстрелу (П).

### Примеры
| более 4 000 | 400 | 800 | 2 000 | 425 |

| 3 000 | 400 | 800 | 1 000 | 365 |

| более 4 000 | 800 | 1 200 / 1 300 (оптич. прицел) | 430 | 640 |

| 3 000 | 400 | 800 (АК) / 1 000 (АКМ) | 350 |

| 3 150 | 500 | 1 000 | 1 000 | 440 |

| 3 600 | 460 (A1) / 550 (A2 и далее) | 800 | 800 | 300 |